# Олейник, Анатолий Андреевич

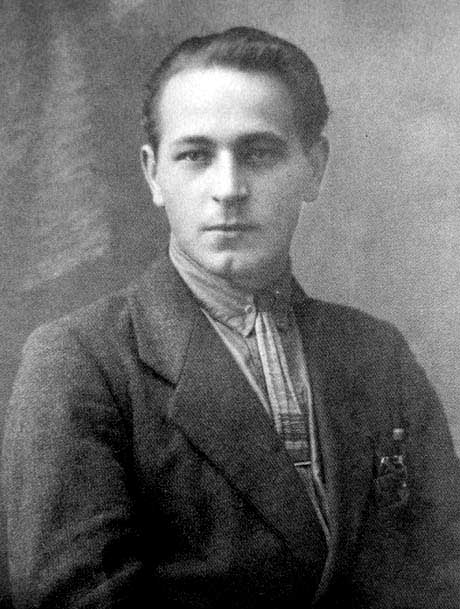
А. Олейник. Фото 30-х годов.

Анатоль Андреевич Олейник (9 ноября 1902, Борзна — 24 августа 1936) — украинский советский поэт, педагог.

## Биография
Родился в г. Борзне на Черниговщине. Отец его работал служащим в земстве, мать происходила из обедневшей дворянской семьи.
В годы гражданской войны, когда власть на Украине часто переходила из рук в руки, жизнь Анатоля Олейника едва не оборвалась. Красные, которые заняли Борзну, выпустили заключённых из местной тюрьмы и временно заперли в её дворе нескольких выловленных бродячих собак. Группа гимназистов, среди которых был и Анатоль Олейник, дурачась, отбила замок и выпустила собак, оставив надпись «Ленин дал собакам амнистию». Кто-то это увидел и донёс новой власти. Большую группу гимназистов арестовали и как-то ночью повели за город, чтобы в поле расстрелять. Когда дошли до последних хат, арестованные бросились врассыпную. Конвоиры открыли огонь и застрелили нескольких гимназистов, а другим, в их числе и Анатолю, удалось бежать.
Это событие отразилось на содержании ряда стихотворений («Из тюрьмы», «За воротами», «Их расстреляли», «Решётки, стены и фундаменты», «В тюрьме»). Учась в педтехникуме, Анатоль объединяет вокруг себя творческую молодёжь, это объединение начинает выпускать литературный альманах.

## Жизнь и работа
С 1924 года Анатоль Олейник работает в Конотопе преподавателем украинского языка и литературы в школе № 2 и корректором в местной газете «Селянські вісті». Активно печатается в журналах «Молодняк», «Червоні квіти», другой периодике. В школе организует драмкружок и литературный кружок, который выпускает рукописный альманах. Часто посещает Харьков, где завязывает дружеские отношения с В. Сосюрой и другими писателями. Неожиданно в ноябре 1929 г. поэт был арестован по сфабрикованному тогдашним ГПУ делу Союза освобождения Украины. И хотя заключение длилось всего 33 дня, Анатоль Олейник в дальнейшем уже не смог работать в Конотопе и печататься. Он переезжает в село Андрушевка на Винниччине. Там в школе организует драмкружок, который показывает спектакли в окрестных селах. Один из его учеников кружка того времени Валентин Речмедин стал позже известным писателем. Окончив заочно пединститут, с сентября 1932 г. Анатоль переезжает работать учителем в Житомир. Но вскоре на Украине началась новая волна репрессий против творческой интеллигенции.
Спасаясь от возможных репрессий, поэт едет в Москву, там заключает соглашение с постпредставительством Каракалпакской АССР и в декабре 1932 г. уезжает в Турткуль, тогдашнюю столицу автономной среднеазиатской республики. Там работает зав. отделом культуры в редакции газеты «Советская Каракалпакия», преподаёт в педтехникуме русский язык и литературу, печатается в местной периодике. Он участвует в организации Союза писателей в Каракалпакии и избирается членом правления Союза. С осени 1935 работает доцентом Бухарского пединститута. В конце весны 1936 г. Анатоль Олейник во время отпуска едет на Украину, но по дороге заболевает воспалением лёгких. Болезнь осложнилась гнойным плевритом, и поэт 24 августа 1936 г. умер в Октябрьской больнице Киева. Похоронен в родной Борзне.

## Творчество
В творчестве Анатоля Олейника преобладает пейзажная и интимная лирика, где при Советской власти, по его словам, можно было писать то, что думаешь.
Если считать, что у каждого поэта должен быть свой программный, так сказать, коронный стих, то у Анатоля таким стихотворением, пожалуй, является «Пой, печаль». 
(перевод на русский язык)
Пой ты, пой ты, моя печаль

Как в колыбели снова, 

Начну острить тогда меча

И закалять подковы.

       И столько темени во всём

       И дебри непролазны, 

       Весны всё нет, и мрак кругом,

       И столько дней напрасных

И эта ночь — твоя пора,

Как та, с любимой будто.

Порой печаль ценней в стократ

Веселья, почему-то.

      Далёкий путь, моя печаль, 
          И сбились все подковы 

      В моей душе степи печать,

      И детство манит снова.

Как странно: лезвие меча

Траву здесь вдруг накрыло.

А ветер дул 

          и всё крепчал

И лезвием по крыльям…

```
                  (Перевод Олега Олейника)
```

Отдельными сборниками вышли произведения Анатоля Олейника:
- «Паруса Подняты» (Киев, 1971)
- «Амурова Декада» (Москва, 1998)
- «Виват, жизнь» (Москва, 2006)